# Paus Honorius II
Honorius II, geboren als Lamberto Scannabecchi (Fiagnano (Imola), rond 1060 – Rome, 14 februari 1130) was paus van december 1124 tot aan zijn overlijden in 1130. Voor zijn verkiezing tot paus, was hij kardinaal-bisschop van Ostia en Velletri (1117) en legaat van paus Calixtus II bij keizer Hendrik V (1119). Onder zijn impuls werd het Concordaat van Worms gesloten in 1122.
Bij de pausverkiezing van 1124 was Tebaldo Buccapecus door de kardinalen al verkozen tot paus Celestinus II, toen Roberto Frangipani met gewapende troepen de pausverkiezing verstoorde en Scannabecchi uitriep tot paus Honorius II. Na enkele dagen legde Honorius zijn ambt echter weer neer, omdat hij dit niet dankzij geweld wilde verkrijgen. Deze keuze werd door de kardinalen die op Celestinus' hand waren zodanig positief ontvangen, dat veel van hen Honorius alsnog steun gaven. Daarop gaf Celestinus te kennen af te zien van het pontificaat. Op 21 december 1124 werd Honorius alsnog op reguliere wijze tot paus gekozen.
Tijdens zijn pontificaat werd de kloosterorde van de norbertijnen goedgekeurd.
Honorius sloeg graaf Willem van Normandië in de ban van de kerk, wegens zijn huwelijk in de verboden graad met de dochter van graaf Fulco V van Anjou. Hij deed hetzelfde met graaf Rogier II van Sicilië, wegens diens aanspraken op delen van Italië.